# کیشورگانج-۴
کیشورگانج-۴ (به لاتین: Kishoreganj-4) یک منطقهٔ مسکونی در بنگلادش است که در ناحیه کیشورگنج واقع شده‌است.